# Пшибыльский, Ежи
Ежи Пшибыльский (пол. Jerzy Przybylski; 27 апреля 1933, Львов, Польша (ныне Украина) — 24 июля 1999, Варшава) — польский актёр театра, кино, телевидения и дубляжа.
С 1946 года начал сниматься в кино. В 1947 году впервые выступил как актёр-кукольник, непосредственно на театральной сцене дебютировал во Вроцлаве в 1948 году, с 1949 по 1955 год был актёром гданьского Театра «Выбжеже». В 1952 году, не оставляя сцены, получил среднее образование, сдав школьные экзамены экстерном. С 1959 года жил в Кракове, где играл на сцене Старого театра. С 1963 года был актёром в двух лодзинских театрах — им. Ярача и «Повшехны», в 1979 году перешёл в Народный театр, с 1982 года жил в Варшаве, где выступал на сцене театра «Повшехны». Завершил карьеру актёра в 1991 году. Похоронен на кладбище Повязки.
В общей сложности в кино и на телевидении сыграл более 25 ролей. Наиболее известен ролями в фильмах «Девушка из хорошего дома» (1962), «Закон и кулак» (1964), «Рукопись, найденная в Сарагосе» (1964), «Конец нашего света» (1964), «Капитан Сова идёт по следу» (1965), «Чёрные тучи» (1973), «Потоп» (1974), телесериалах «Семь дней президента» (1968), «Zmiennicy» (1986) и «Prominent» (1990).